# Нормандска династия
Нормандската династия или Ролонидите (на английски: House of Normandy; на френски: Rollonides; на немски: Rolloniden) е благороднически род на нормандските графове и херцози на Нормандия от началото на 10 век (911 – 1135), дал също така няколко крале на Англия от 1066 до 1135 г.

## Херцози на Нормандия (911 – 1135)

### Роло (Робер I) и Гийом IДългата шпага(911 – 942)
Основоположник на фамилията е Хролф, Ролон, Робер I Пешеходеца, приел след покръстването си името Робер I. Той произхожда от Норвегия и в края на 9-ти и началото на 10-ти век със своята дружина опустошава крайбрежията на Англия, Фризия и Северна Франция. През 892 г. обсажда Париж. През 911 г. френският крал Шарл III Прости сключва с него договор, с който му отстъпва земите, наречени по-късно Нормандия, и му дава титлата „херцог“. Първа съпруга на Робер I е Попа, дъщеря на Беранже, граф на Байо, която му ражда две деца: Гийом I ''Дългата шпага'' (900/910 – 17.12.942) и Адела (Герлок) (ок. 917 – ок. 969), омъжена за херцога на Аквитания Гийом II. След смъртта на първата си съпруга Робер I се жени за Гизела, дъщеря на френския крал Шарл III Прости, от която няма деца.
Синът на Шарл III Прости, Гийом I ''Дългата шпага'' (927 – 942) се признава за васал на френската корона срещу големи териториални отстъпки, но продължава борбата си срещу Франция. Женен е за Лиутгард, дъщеря на граф Херберт II дьо Вермандоа, от която няма деца. Има един извънбрачен син Ришар (Ричард) I Безстрашни (28.8.933/934 – 20.11.996) от наложницата си Спрота дьо Бретан.

### Ришар I, Ришар II, Ришар III и Робер II (942 – 1035)
Синът на Гийом I ''Дългата шпага'', Ришар (Ричард) I Безстрашни (942 – 996), подкрепя възкачването на Хуго Капет на френския престол. През 960 г. се жени за Ема (ок. 943 – 996), дъщеря на херцог Хуго Капет, преди той да стане френски крал, от която има двама синове: Ришар (Ричард) II Добрия (23.8.963 – 28.8.1026) и Робер д’Еврьо († 1037). След като изгонва първата си съпруга, около 975 се жени повторно за датската принцеса Гунор (953 – 1031), която ражда му четири дъщери: Матилда († 1005), омъжена (1003/04) за граф Йод II дьо Блоа-Шампан; Хедвига (Хевис) (ок. 977 – 1034), омъжена (996) за Жофроа I, херцог на Бретан; Беатрис (ок. 980 – ?), омъжена (1000) за Ебле I дьо Турен; Ема (ок. 982 – 1052), 1-ви брак (1102) с англосаксонския крал Етелред II (ок. 968 – 1016), 2-ри брак (1017) с краля на Дания, Англия и Норвегия Кнут Велики.
Единственият син на Ришар (Ричард) I, Ришар (Ричард) II Добрия (996 – 1026) наследява трона на Нормандия. Верен съюзник на френските крале, той води успешни войни срещу англосаксонците и граф Йод II дьо Блоа-Шампан. Политиката му превръща Нормандия в могъщо феодално княжество. Жени се два пъти: ок. 996 г. за Юдит (982 – 1017), дъщеря на граф Конан I дьо Рен, а след смъртта ѝ през 1017 г. – за Астрид, дъщеря на датския крал Свен I, но бракът е анулиран на следващата година. От първата си съпруга Ришар (Ричард) II има четири деца: Ришар (Ричард) III (ок. 1001 – 6.8.1027); Робер II Великолепни (ок. 1000 – 22.7.1035); Елеонора (1010 – 1071), омъжена (1031) за фландърския граф Бодуен IV; Адел (ок. 1000 – 1037), омъжена за бургундския граф Рено I.
Ришар (Ричард) II Добрия е наследен от първородния си син Ришар (Ричард) III (1026 – 1027). Младият херцог взема за съпруга през 1027 г. Адела (1009 – 1079), дъщеря на френския крал Робер II, но умира същата година, без да остави потомство. Короната преминава у брат му Робер II Великолепни (1027 – 1035). Той следва традиционната приятелска политика на своите предци спрямо Франция. Прави неуспешни опити да възстанови законната англосаксонска династия в Британия, където властта е узурпирана от датския крал Кнут Велики. Преди да замине на поклонение в Палестина, определя за свой наследник извънбрачния си син Гийом II (ок. 1028 – 9.9.1087), роден от връзката му с Арлет (Гарлева), дъщеря на кожар от град Фалез. Умира в Никея през 1035 г., на връщане от Светите земи.

### Робер III (1087 – 1106)
Най-големият син на Уилям I Завоевател, Робер III (1087 – 1106), получава в наследство херцогската титла на Нормандия. Продължителни, но неуспешни са опитите му да наложи властта си над Англия. През 1096 той се включва в Първия кръстоносен поход, като предводител на рицарите от Северна Франция. Завърнал се от Палестина, той отново издига претенциите си за английската корона. Пленен е от по-малкия си брат Хенри I и умира след 28-годишно заточение в замъка Кардиф (1134). Негова първа съпруга е Маргарита, дъщеря на Юг, граф на Льо Мен, а на връщане от кръстоносния поход той сключва в Сицилия втори брак със Сибила (ок. 1080 – 1103), дъщеря на граф Готфрид Конверсано. От нея той има само един син Гийом III (1102 – 1128), който носи титлата „херцог на Нормандия“, макар земите му реално да са под властта на неговия чичо Хенри I, английския крал. През 1127 г. френския крал Луи VI му поверява графство Фландрия и той става неин владетел под името Вилхелм I (1127 – 1128). Вилхелм I не успява да стане популярен сред новите си поданици, които преминават на страната на претендента Тиери дьо Елзас. В хода на борбата норманският херцог загива на следващата година (1128). Той си жени два пъти: 1. (1123, анулиран 1124) за Сибила (1112 – 1165), дъщеря на граф Фулко V д’Анжу; 2. (1127) за Джована (Жана, 1107 – 1127), дъщеря на Рениеро, маркиз на Монферат, от която също няма деца.

### Херцози на Нормандия (911 – 1135)
- 911 – 927: Хролф, Ролон, Робер I Пешеходеца (ок. 860 – ок. 932), 1-ви херцог на Нормандия
- 927 – 942: Гийом I ''Дългата шпага'' (900/910 – 17.12.942), син на Хролф, Ролон, Робер I, 2-ри херцог на Нормандия
- 942 – 996: Ришар (Ричард) I Безстрашни (28.8.933/934 – 20.11.996), син на Гийом I Дългата шпага, 3-ти херцог на Нормандия
- 996 – 1026: Ришар (Ричард) II Добрия (23.8.963 – 28.8.1026), син на Ришар (Ричард) I Безстрашни, 4-ти херцог на Нормандия
- 1026 – 1027: Ришар (Ричард) III (ок. 1001 – 6.8.1027), първи син на Ришар (Ричард) II Добрия, 5-ти херцог на Нормандия
- 1027 – 1035: Робер II Великолепни (ок. 1000 – 22.7.1035), втори син на Ришар (Ричард) II Добрия, 6-ти херцог на Нормандия
- 1035 – 1087: Гийом II Завоевател (ок. 1028 – 9.9.1087), извънбрачен син на Робер II Великолепни, 7-ми херцог на Нормандия, крал на Англия (1066 – 1087) под името Уилям I Завоевател
- 1087 – 1106: Робер III (ок. 1054 – 10.2.1134), първи син на Гийом II Завоевател, 8-ми херцог на Нормандия
- 1106 – 1135: Анри I Боклерк (ок. 1068 – 1.12.1135), четвърти син на Гийом II Завоевател, 9-ти херцог на Нормандия, крал на Англия (1100 – 1135) под името Хенри I.[2]

## Крале на Англия (1066 – 1135)

### Уилям I Завоевател (1066 – 1087)
Новият херцог на Нормандия Гийом II (1036 – 1087) е малолетен и от това се възползват могъщите барони, които хвърлят страната в размирици, продължили дванадесет години. постепенно след 1046 г. младият херцог възстановява реда в Нормандия и укрепва нейните граница. Междувременно англосаксонският крал Едуард Изповедник го обявява за свой наследник, но след неговата смърт през 1066 г. властта в Англия взема Харолд. Гийом II си осигурява подкрепата на папата и благосклонното отношение на германския император Хайнрих IV. През есента на 1066 г. той нахлува в Англия и на 14 октомври в прочутата битка при Хейстингс побеждава и убива своя съперник. Същата година е коронован за крал на Англия под името Уилям I (1066 – 1087) и получава прозвището „Завоевател“. Той организира обществото в Англия по феодален принцип, но под егидата на силна кралска власт. Във всяко графство назначава свои представители, наречени шерифи. Стреми се да създаде еднородно общество, чрез помирение на местното население с норманските завоеватели. През 1085 г. регулира поземлените отношения в Англия чрез „Книгата на Страшния съд“. Дългогодишното му отсъствие от от Нормандия предизвиква вълнения в страната. През 1087 г. той се заема с потушаването им, но умира по време на наказателния поход срещу град Мант, падайки от коня си. Женен е за Матилда (ок. 1032 – 1083), дъщеря на фландърския граф Бодуен V, от която има единадесет деца:
- Робер III (ок. 1054 – 10.2.1134), 8-ми херцог на Нормандия
- Алиса (ок. 1055 – ?)
- Сесилия (ок. 1056 – 1125), абатиса в манастира „Света Троица“ в Кан
- Уилям II Рижия (1056 – 2.8.1100), следващия крал на Англия
- Ричард (1057 – ок. 1081)
- Адела (1062 – 1137), омъжена (1080) за граф Етиен-Анри дьо Блоа (1046 – 1102), майка на бъдещия английски крал Стивън
- Агата (ок. 1064 – 1080)
- Констанция (ок. 1066 – 1090), омъжена (1086) за Ален IV Фержен, херцог на Бретан
- Матилда
- Аделиза, монахиня
- Хенри I (ок. 1068 – 1.12.1135), 9-ти херцог на Нормандия (1106 – 1135), под името Анри I Боклерк, бъдещ крал на Англия под името Хенри I.[2]

### Уилям II (1087 – 1100)
Вторият син на Уилям I Завоевател, Уилям II Рижия (1087 – 1100) успява да запази короната си въпреки бунтовете на феодалите и атаките на по-големия му брат Робер III. Влиза в конфликт с църквата по въпроса за инвеститурата на епископите. Печели редица победи над уелсците и шотландците. Убит е 2 август 1100 г. по време на лов.

### Хенри I и Матилда (1100 – 1135; 1141)
След смъртта на Уилям II престолът на Англия преминава у малкия му брат Хенри I (1100 – 1135), едновременно с това и херцог на Нормандия (1106 – 1135) под името Анри I Боклерк. Той възстановява добрите отношения между Църквата и кралската власт и се проявява като вещ законодател. Първият му брак (1100) с Матилда (1080 – 1118), дъщеря на шотландския крал Малкълм III, подобрява отношенията между двете страни. След смъртта ѝ се жени повторно за Аделаида (1103 – 1151), дъщеря на херцог Готфрид I Брабант, от която няма деца. От първата си съпруга има един син Уилям Етелинг (1103 – 1120), женен (1119) за Сибила (1107 – 1154), дъщеря на Фулко V д’Анжу, който загива трагично при корабокрушение и една дъщеря Матилда (7.2.1102 – 10.9.1167). Тя става германска императрица чрез брака си (1114) с Хайнрих V, а след като овдовява, се омъжва (1128) да Джефри Плантагенет, граф д’Анжу. На нея и на съпруга ѝ крал Хенри I завещава своите владения. През 1135 г. английските барони издигат на престола нейния братовчед Стивън. Матилда води продължителна, но неуспешна гражданска война срещу него, докато съпругът ѝ завоюва Нормандия. С короноването на техния син Хенри II (1154) на власт в Англия се установява династията Плантагенети.

### Крале на Англия (1066 – 1135)
- 1066 – 1087: Уилям I Завоевател (ок. 1028 – 9.9.1087), извънбрачен син на Робер II Великолепни, 7-ми херцог на Нормандия (1035 – 1087), под името Гийом II Завоевател
- 1087 – 1100: Уилям II Рижия (1056 – 2.8.1100), втори син на Уилям I Завоевател
- 1100 – 1135: Хенри I (ок. 1068 – 1.12.1135), четвърти син на Уилям I Завоевател, 9-ти херцог на Нормандия (1106 – 1135), под името Анри I Боклерк
- 1141: Матилда (7.2.1102 – 10.9.1167), дъщеря на Хенри I.[2]